# سيمون بارون-كوين
سيمون بارون-كوّين (بالإنجليزية: Simon Baron-Cohen)‏ حاصل على زمالة الأكاديمية البريطانية إف بي إيه (FBA) وزميل في الجمعية البريطانية لطب النفس إف بي بي إس إس (FBPsS) (ولد 15 أغسطس في عام 1958) وهو بريطاني مختص في طب النفس السريري وأستاذ في علم النفس المرضي التنموي في جامعة كامبريدج. مدير مركز أبحاث التوحد في الجامعة وزميل في كلية الثالثوث. في عام 1985، صاغ بارون كوين نظرية العمى العقلي للتوحد، وجمع الإثباتات ونشرها في عام 1995.  في عام 1997، صاغ  نظرية الستيرويد الجنسي الجنيني للتوحد، نُشر اختبارها الرئيس في عام 2015. قدّم مساهمات كبيرة في مجال الفروقات بين الجنسين الإدراكية النموذجية، ومعدلات انتشاره. نخّل مرض التوحد، وعلم وراثة التوحد، والتصوير العصبي للتوحد، والتوحد والمقدرة التقنية، والحس المرافق. مع ذلك، كانت وجهات نظره عن التوحد والفروقات بين الجنسين، مثل نظرية الستيرويد الجنسي الجنيني للتوحد، مثيرة للجدل، يؤّكد بعض النقاد أن نظريات بارون-كوين مستندة على تصورات شخصية.

## الحياة الشخصية والتعليم
ولد بارون كوين في عائلة يهودية من الطبقة المتوسطة في لندن. أكمل درجة البكالوريوس في العلوم الإنسانية في كلية نيو كوليج، بأكسفورد، وشهادة ماجستير فلسفة في علم النفس السريري في معهد الطب النفسي، كينغ كوليج لندن. نال درجة الدكتوراه في طب النفس في جامعة كوليج لندن، إذ كان بحث الدكتوراه الخاص به بالتعاون مع مشرفه أوتا فريث.
تزوج بريدجيت ليندلي، محامية حقوق أسرة قابلها في أكسفورد، في عام 1987. توفيت بسبب سرطان الثدي في عام 2016.
لدى بارون-كوين ثلاثة أطفال، أكبرهم سناً كاتب السيناريو المخرج سام بارون. لبارون أخ أكبر منه سناً هو دان بارون كوين وثلاثة أشقاء أصغر سناً، أخوه آش بارون كوين وأختاه سوزي وليز. أبناء عمّه هما الممثل الكوميدي ساشا بارون كوين والملحن إران بارون كوين. يحوي اسم سيمون بارون-كوين بالمقارنة مع معظم أفراد عائلته، على واصلة (خط صغير)؛ نشأت بسبب خطأ مطبعي لم يصححه في طباعة مقالته الأكاديمية الأولى.

## الانتقادات
انتُقد بارون-كوين بسبب «نظرية التعاطف التنظيمي» التي وضعها، التي تدّعي أنه يمكن تصنيف البشر على أساس درجاتهم في بُعدين (التعاطف والتنظيمي)؛ وأنّ الإناث تميل لتسجيل قيم أعلى في البُعد التعاطفي وتميل الذكور للتسجيل الأعلى في البعد التنظيمي. لخّصت كاتبة العمود في جريدة الغارديان ماديلين بانتينغ بعض الجوانب في مقالة 2010 «الحقيقة حول الفروقات بين الجنسين أنّه إذا كان الرجال من المريخ، فالنساء كذلك».
يبدو أنّ بعض الأبحاث في مجال التعاطف والتنظيم في الحياة المبكرة تشير إلى أن الأولاد والبنات يتطورون بطرق متشابهة، ما يؤدي إلى الشك في نظرية الفروقات بين الجنسين في هذه المجالات، لكن النتائج لم تُكرر.
يصف علم الظواهر والعلوم الإدراكية الاختلاف الأساسي في النظرية على أنّه «مخيّب للأمل للغاية» و«فكرة سطحية عن الذكاء»، مستنتجين أنّ ادعاءات بارون-كوين الرئيسة عن العمى العقلي والتعاطف التنظيمي «في أحسن أحوالها، مشكوك بها». وفقاً لمجلة تايم، أكسبت وجهات نظر بارون حول السمات المنهجية «غضب بعض أهالي الأطفال المصابين بالتوحد، الذين يشْكُون بأنّه يقلل من معاناة أسرهم». قالت مجلة تايم بالرغم من الأبحاث التي أجرتها جامعة واشنطن في سانت لويس التي لم تدعم نظرية التزاوج المتنوعة، ارتفعت نتيجة دراسة استقصائية لمرض التوحد بنسبة الضعف في آيندهوفن (وادي السيليكون في هولندا)، ما «بثّ روحاً جديدة» في نظرية بارون-كوين.
انتُقدت نظرية الدماغ الذكوري المتطرفة على أسس عدة. يزعم بعض النقاد أن الاختبارات وراء هذه النظرية تستند إلى قوالب نمطية للجنس لا على أساس علمي ثابت. تشقول البروفيسورة كاثرين لورد من جامعة كاليفورنيا في لوس أنجلوس إنّ النظرية تستند على «تفسيرات خاطئة بشكل جسيم» للبيانات التطورية. ادعى البروفيسور ديفيد سكوز في جامعة كوليج لندن أنّ اختلافات التواصل بين الجنسين من المحتمل أن تكون صغيرة. يقول مينغ-تشوان لاي، أستاذ مساعد في الطب النفسي بجامعة تورنتو: إن النتائج لم تُكرر.
انتقدت مجلة تايم أيضاً نظرية التزاوج التفضيلي المُقترحة من قبل بارون-كوين، مدعيةً أنّها متضاربة إلى حد كبير وتستند إلى أدلّة قصصية. تزعم النظرية أنّ معدلات التوحد تتزايد لأنّ «المنظمين» -أي الأفراد الذين يحملون صفات توحدية أكثر- يُرجح أن يتزوجوا من بعضهم البعض ومن المرجح أيضاً أن يكون لهم ذرية مصابة بالتوحد بسبب التغيرات المجتمعية الحديثة نسبياً. انتقد جيمس ماكغراث حاصل طيف التوحد، كاتباً أنّ النتيجة تزداد إذا أشار المرء إلى الاهتمام بالرياضيات، وتنقص إذا أشار المرء إلى اهتمامه بالأدب والفن. يدّعي أيضاً أن هذا يؤدي إلى مفهوم خاطئ مفاده أنّ معظم الناس المصابين بالتوحد أقوياء في الرياضيات. تقول الانتقادات أيضاً إنّه بسبب تركيز عمله على الأشخاص ذوي الأداء العالي والمصابين باضطرابات طيف التوحد، يتطلب تكراراً مستقلاً مع عينات أوسع. وإنّ نظرياته تستند إلى تصورات شخصية. ومع ذلك، أكّدت إحدى الدراسات تنبؤه أن التستوستيرون قبل الولادة مرتفع لدى المصابين بالتوحد.
عام 2009، أجرى بارون-كوين دراسةً ذكرت أنّ الأفراد المصابين بالتوحد يمتلكون حدة بصرية فائقة، وقد تعرّضت هذه الدراسة لانتقادات شديدة. قال مطورو البرنامج الذي استخدمه بارون أنّ هذه النتائج مستحيلة اعتماداً على التكنولوجيا المستخدمة في دراسته. بالإضافة إلى ذلك، لا يمكن تكرار نتائج الدراسة في دراسة متابعة مستقبلية.
افترض بارون-كوين أن إسحاق نيوتن وألبرت أينشتاين والذين أظهروا سمات التوحد قُوبلوا بشك من جانب الطبيب النفسي جلين إليوت من جامعة كاليفورنيا، سان فرانسيسكو. يرى إليوت أنّ محاولة التشخيص اعتماداً على المعلومات البيوغرافية (السيرة الذاتية) أمر غير موثوق للغاية، ويزعم أنّ أي سلوك يمكن أن يملك أسباباً متنوعة. ردّ بارون-كوين بادعائه أنّه كان يريد إيجاد أماكن ملائمة للأشخاص المصابين بالتوحد في المجتمع حيث يمكنهم استخدام نقاط القوة المحتملة، موضحاً ذلك بقوله «حالة التوحّد هذه يمكن أن تجعل الناس مكتئبين أو انتحاريين».
في كتابته لجمعية التوحد الأمريكية، انتقد جيل إيشر دعم سيمون بارون-كوين للتنوع العصبي، مدعياً أن العديد من المصابين بالتوحد يفتقرون المهارات الحياتية الأساسية وسيحتاجون إلى رعاية مدى الحياة بسبب التوحد، لا بسبب الأمراض المرافقة. في أغسطس 2018، انتقد بارون-كوين هاشتاغ تويتر #أنهوا_التوحد_الآن، واصفاً إياه أنه خطاب كراهية وتحسين نسل، بمقارنته بأهداف الحزب النازي وكو كلوكس كلان. أجاب جوناثان فيرغسون، ما كتبه في مجلة تايمز أوف إسرائيل، أنه من غير المناسب لبارون-كوين أن يقارن المناصرين لعلاج التوحد بالحزب النازي أو كو كلوكس كلان.
ترى أيان بايلين في ساينتفيك أميركان أن بارون-كوين لم يعترف بأن التنوع العصبي ينظر أيضاً إلى مرض التوحد باعتباره إعاقة عبر النموذج الاجتماعي للإعاقة. ومع ذلك، غرّد بارون-كوين على موقع تويتر أنّه متفق معها على تحليلها. رداً على المقال نفسه، لم يوافق يوفال ليفينتال في مدونة أمريكية علمية مع دعم بارون-كوين للتنوع العصبي، مدعياً أن الصعوبات تفوقت على مزايا الإصابة بالتوحد وصولاً إلى أنّ مرض التوحد لا ينبغي أن يحدد هوية الشخص.
وصفت اختصاصية علم النفس كورديليا فاين نظرياته بأنها «متحيزة للجنس العصبي Neurosexism». يُطوِّر كتاب عام 2017 «إينفيريور: كيف أساء العلم فهم النساء» وكتاب «البحث الجديد الذي يعيد كتابة القصة» -بقلم أنجيلا سايني- «نقضاً» لبحث الفروق بين الجنسين لبارون-كوين وزملائه المستمرين في فكرة داروين القائلة بأنّ «الرجل والمرأة.. تطورا لتلبية دوريهما في الصيد والجمع، على التوالي».
رداً على هذه الانتقادات، يوافق بارون-كوين على أن العديد من نتائجه لم تُكرَّر. مع ذلك، يدعي أن العديد من نظرياته مستندة على أدلة تمهيدية مختلفة قابلة للقياس.

## المنظمات
بارون-كوين أستاذ في علم النفس المرضي التنموي بجامعة كامبريدج في المملكة المتحدة. مدير مركز أبحاث التوحد في الجامعة وزميل في كلية الثالثوث.
هو زميل في الجمعية البريطانية للطب النفسي (BPS)، الأكاديمية البريطانية، ورابطة العلوم النفسية. عالم نفسي معتمد من الجمعية البريطانية للطب النفسي.
يشغل منصب نائب رئيس الجمعية الوطنية للتوحد (المملكة المتحدة)، وكان رئيساً عام 2012 لمجموعة تطوير إرشادات المعهد الوطني للتميز في الرعاية الصحية (نايس) للبالغين المصابين بالتوحد. شغل منصب نائب رئيس الجمعية العالمية لبحوث التوحد (إينسار). محرر مساهم في مجلة التوحد الجزيئي. الرئيس المنتخب لإينسار.

## الاعتراف
حصل بارون-كوين على ميدالة سبيرمان 1990 من الجمعية البريطانية للطب النفسي، وجائزة ماكاندلس من الجمعية الأميركية لعلم النفس، وجائزة ماي دافيدسون 1993 لعلم النفس السريري من الجمعية البريطانية لطب النفس، وجائزة رؤساء عام 2006 من الجمعية البريطانية لطب النفس. أُهدي ميدالية كانر أسبيرجر في عام 2013 من قبل «فيسينشافتليش غيسيلشافت أوتيسموس سبيكترام» جائزة إنجاز العُمر لمساهماته في أبحاث التوحد.

## منشورات مختارة
كتب مؤلفة من شخص واحد
- عمى العقل: مقال عن التوحد ونظرية العقل. معهد ماساتشوستس للتكنولوجيا. الصحافة / برادفورد كتب. 1995.

- الفرق الأساسي: الرجال، النساء، الدماغ الذكوري المتطرف. بينغوين/ الكتب الأساسية. 2003.

- مرض التوحد ومتلازمة أسبرجر. حقائق. مطبعة جامعة أكسفورد. 2008.

- درجات الصفر من التعاطف: نظرية جديدة للقسوة البشرية. بينغوين/ ألين لين. 2011. (شنُشر في الولايات المتحدة بعنوان «علم الشر: حول التعاطف وأصل القسوة البشرية»).

كتب أخرى
- بارون-كوين إس، تاغر فلاسبرغ إتش، لومباردو إم في، المحررين. (2013) فهم العقول الأخرى: وجهات نظر من علم الأعصاب الإدراكي الاجتماعي (الطبعة الثالثة). مطبعة جامعة أكسفورد.

- هادون جاي، جاولين بِي، بارون-كوين إس (2008). تعليم الأطفال المصابين بالتوحد على قراءة التفكير: دليل عملي للمعلمين وأولياء الأمور. وايلي.

- بارون كوين، سيمون (أبريل 2007). «تطور التعاطف والتنظيم: تزاوج متقارب بين منظمين قويين وسبب مرض التوحد». باريت، لويز؛ دنبار، روبن (محرران). دليل أكسفورد لعلم النفس التطوري. مطبعة جامعة أكسفورد.

- بارون-كوين إس، لوتشمايا إس، نيكماير آر (2005). التستوستيرون قبل الولادة في العقل: دراسات السائل الأمنيوسي. معهد ماساتشوستس للتكنولوجيا. الصحافة / كتب برادفورد.

بارون-كوين إس، ويلرايت إس (2004). عقل دقيق: فنان مصاب بمتلازمة أسبرجر. جيسيكا كينجسلي.
- بارون-كوين إس، تاغر فلسبيرغ إتش؛ كوين دي جي، محرران. (2000). فهم العقول الأخرى: وجهات نظر من علم الأعصاب التنموي التطوري (الطبعة الثانية). مطبعة جامعة أكسفورد.

- بارون-كوين إس، هاريسون جاي، المحرران (1997): سينايستيجا: قراءات كلاسيكية ومعاصرة. بلاكويلز.

- بارون-كوين إس، المحرر. (1997). العقل ضعيف التأقلم: قراءات كلاسيكية في علم النفس التطوري. شرق ساسكس، المملكة المتحدة: مطبعة علم النفس/ مجموعة تايلور فرانسيس.

مقالات مختارة من المجلات:
- بارون-كوين إس، ليسلي آيه إم، فريث يو (أوكتوبر 1985) «هل لدى الطفل المصاب بالتوحد «نظرية ذهنية»؟». كوجنيشن.21 (1): 37-46.

- بارون-كوين إس، ويلرايت إس، سكينر آر، مارتين جاي، كلابلي إي (فبراير 2001) «حاصل طيف التوحد (إيه كيو) (AQ): دليل من متلازمة أسبرجر/ التوحد عالي الأداء، الذكور والإناث، العلماء وعلماء الرياضيات». جاي توحد ديف ديسورد. 31 (1): 5-17.

- بارون-كوين إس، ويلرايت إس، هيل جاي، راستي واي، بلامب 1 (فبراير 2001) نسخة منقحة من اختبار «قراءة العقل في العيون: دراسة تشمل بالغين طبيعيين، وكبار مصابين بمتلازمة أسبرجر أو التوحد عالي الأداء». جاي تشايلد سايكول سايكايتري. 42 (2): 241-51.

## روابط خارجية
- سيمون بارون-كوين على موقع IMDb (الإنجليزية)
- سيمون بارون-كوين على موقع قاعدة بيانات الفيلم (الإنجليزية)